# Gran Premio de Estados Unidos de Motociclismo de 2013
El Gran Premio de Estados Unidos de Motociclismo de 2013 (oficialmente Red Bull U.S. Grand Prix) fue la novena prueba del Campeonato del mundo de 2013. Tuvo lugar en el fin de semana del 19 al 21 de julio de 2013 en el circuito de Laguna Seca, situado en Monterey, estado de California, Estados Unidos.
Solo estaba programada La categoría de MotoGP, que fue ganada por Marc Márquez, completaron el podio Stefan Bradl y Valentino Rossi.

## Resultados

### Resultados MotoGP
| Pos     | N.º. | Piloto           | Constructor  | Vueltas | Tiempo         | Parrilla | Puntos |
| ------- | ---- | ---------------- | ------------ | ------- | -------------- | -------- | ------ |
| 1       | 93   | Marc Márquez     | Honda        | 32      | 44:00.695      | 2        | 25     |
| 2       | 6    | Stefan Bradl     | Honda        | 32      | +2.298         | 1        | 20     |
| 3       | 46   | Valentino Rossi  | Yamaha       | 32      | +4.498         | 4        | 16     |
| 4       | 19   | Álvaro Bautista  | Honda        | 32      | +4.557         | 3        | 13     |
| 5       | 26   | Dani Pedrosa     | Honda        | 32      | +9.257         | 7        | 11     |
| 6       | 99   | Jorge Lorenzo    | Yamaha       | 32      | +12.970        | 6        | 10     |
| 7       | 35   | Cal Crutchlow    | Yamaha       | 32      | +15.304        | 5        | 9      |
| 8       | 69   | Nicky Hayden     | Ducati       | 32      | +33.963        | 10       | 8      |
| 9       | 4    | Andrea Dovizioso | Ducati       | 32      | +34.129        | 8        | 7      |
| 10      | 8    | Héctor Barberá   | FTR          | 32      | +1:02.369      | 13       | 6      |
| 11      | 15   | Alex de Angelis  | Ducati       | 32      | +1:02.604      | 14       | 5      |
| 12      | 5    | Colin Edwards    | FTR Kawasaki | 32      | +1:03.593      | 15       | 4      |
| 13      | 9    | Danilo Petrucci  | Ioda-Suter   | 32      | +1:20.420      | 16       | 3      |
| 14      | 17   | Karel Abraham    | ART          | 31      | +1 vuelta      | 19       | 2      |
| 15      | 68   | Yonny Hernández  | ART          | 31      | +1 vuelta      | 18       | 1      |
| 16      | 7    | Hiroshi Aoyama   | FTR          | 31      | +1 vuelta      | 21       |        |
| 17      | 67   | Bryan Staring    | FTR Honda    | 31      | +1 vuelta      | 22       |        |
| 18      | 52   | Lukáš Pešek      | Ioda-Suter   | 31      | +1 vuelta      | 23       |        |
| Ret     | 38   | Bradley Smith    | Yamaha       | 7       | Fallo mecánico | 9        |        |
| Ret     | 41   | Aleix Espargaró  | ART          | 5       | Caída          | 11       |        |
| Ret     | 14   | Randy de Puniet  | ART          | 4       | Fallo motor    | 12       |        |
| Ret     | 71   | Claudio Corti    | FTR Kawasaki | 3       | Fallo mecánico | 17       |        |
| Ret     | 70   | Michael Laverty  | PBM          | 1       | Caída          | 20       |        |
| WD      | 79   | Blake Young      | APR          |         | Moto dañada    |          |        |
| Fuente: |      |                  |              |         |                |          |        |